# Crowcombe Court

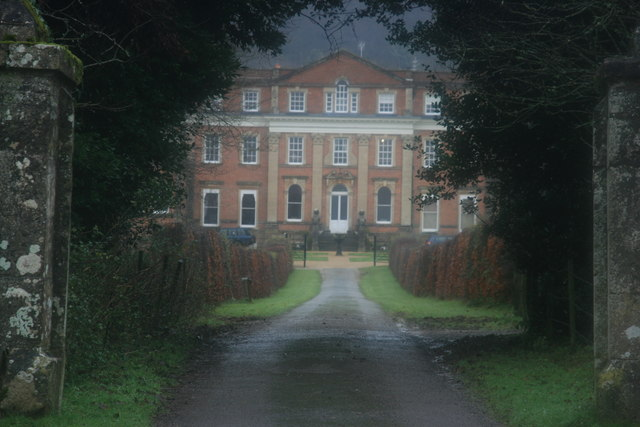
Crowcombe Court. Die Zufahrt von Süden aus das Herrenhaus, Fotografie von 2007

Crowcombe Court ist ein Herrenhaus in Somerset in Großbritannien. Das als Kulturdenkmal der Kategorie Grade I geschützte Anwesen liegt in den Quantock Hills nordöstlich des Dorfes Crowcombe etwa 12 km nordwestlich von Taunton.

## Geschichte
An der Stelle des Herrenhauses befand sich spätestens seit dem späten 13. Jahrhundert ein Gutshaus. Dieses, nach der Eigentümerfamilie Crowcombe Biccombe genannte Anwesen erwarb 1568 Thomas Carew († 1604) als Ehemann der Erbin Elizabeth Biccombe, einer der Töchter von Hugh Biccombe. Carews Urenkel John Carew († 1686) ließ ab 1676 um das Herrenhaus einen barocken, formalen Garten anlegen. Dessen Urenkel Thomas Carew erbte 1719 das Anwesen. Er ließ 1724 das alte Herrenhaus abreißen und begann etwa 250 m davon entfernt mit dem Bau eines neuen Herrenhauses, wobei Teile der Steine wiederverwendet wurden. Der Entwurf für das neue Haus stammte von Thomas Parker aus Gittisham in Devon, vollendet wurde das Haus 1739 von Nathaniel Ireson. Die Baukosten für das stattliche Anwesen werden auf etwa £ 6000 geschätzt. In der zweiten Hälfte des 18. Jahrhunderts ließ James Bernard († 1805), der Erbe und Schwiegersohn von Thomas Carew, den barocken Garten in einen englischen Landschaftsgarten umgestalten. Nach dem Tod von James Bernard erbte George Warrington das Anwesen, worauf er den Namen Carew annahm. Um 1870 erfolgten kleinere Umbauten durch den Architekten Edward M. Barry. Das Anwesen blieb, teils in weiblicher Erbfolge, im Besitz der Familie, bis das Haupthaus durch einen Brand 1963 teilweise zerstört wurde. Nach mehreren Besitzerwechseln wurde das vernachlässigte Anwesen zu Beginn des 21. Jahrhunderts restauriert. Heute wird das Haus wieder privat bewohnt, die Repräsentationsräume können auf Anfrage besichtigt werden und dienen dazu als Veranstaltungsort für Feiern und Tagungen. Seit dem 22. Mai 1969 ist das Herrenhaus als Baudenkmal der Kategorie Grade I geschützt, seit dem 1. Juni 1984 der umgebende Garten und Park als Kulturdenkmal der Kategorie Grade II.

## Beschreibung

### Äußeres
Das rechteckige, symmetrisch angelegte Herrenhaus ist im Stil des ländlichen englischen Barocks aus Ziegeln mit Sandsteinfassungen errichtet. Das Haupthaus besteht aus einem aus Bruchstein errichtetes Sockelgeschoss, zwei Vollgeschossen und einem Attikageschoss. Das flache Bleidach wird durch eine Balustrade verborgen. Zur Hof- und zur Gartenseite besitzt das Haus einen Mittelrisalit mit schlichtem Dreiecksgiebel und vier Pilastern, zum Hauptgeschoss führt an der Hofseite eine steinerne Freitreppe. An der Südwestseite befindet sich ein zweigeschossiger Anbau. Die Ostfassade ist schlichter gehalten, an der Westseite bilden die langgestreckten, zweigeschossigen ehemaligen Stallungen einen weiteren Hof. Dessen schlichteren Gebäude sind mit Schieferwalmdächern gedeckt, der südliche Flügel besitzt einen kupfernen Dachreiter mit einer Wetterfahne.

### Inneres
Bei der Restaurierung seit dem Beginn des 21. Jahrhunderts wurden einige der Repräsentationsräume wiederhergestellt, darunter die Eingangshalle mit Decken- und Wandstuck im Rokokostil. Der um 1870 von Edward Barry im frühen viktorianischen Stil umgebaute Ballsaal besitzt eine farbige Stuckdecke und einen prächtigen Mamorkamin, der vermutlich aus Stowe House stammt. Zu den weiteren restaurierten Räumen gehören das Treppenhaus mit weiterem Stuckdekor und einer Holztreppe sowie das Speisezimmer mit dem gemalten Wappen der Carews an der Decke. Das Sockelgeschoss besitzt ein Backsteingewölbe.

### Garten und Park
Der Garten von Crowcombe Court ist im Süden durch eine Mauer und im Südosten durch Hecken vom Dorf getrennt. Von der Pfarrkirche führte durch eine pfeilergerahmte Einfahrt eine etwa 200 m lange Zufahrt von Süden mittig auf das Herrenhaus zu. Das Haus ist von einem etwa fünf Hektar großen Garten umgeben, zu dem ein Teich und ein ummauerter Garten südlich der Stallungen sowie eine Folly im neugotischen Stil und eine steinerne Brücke im Nordosten gehören. Der Landschaftsgarten mit weitflächigen Wiesen grenzt im Süden und Westen an das Dorf Crowcombe und geht im Norden und Osten in ein etwa 95 ha großes Waldland über, das im Osten, Norden und Westen durch Hecken und Gräben von dem umgebenden landwirtschaftlich genutzten Flächen getrennt ist. Der Garten und der umgebende Wald fallen von Nordosten nach Südwesten zum Haus teils steil ab, von der höher gelegene Fläche gibt es mehrere Aussichtspunkte auf die umgebende Landschaft bis zur Küste von Nordsomerset. Seit den 1960er Jahren verfiel die Gartenanlage, erst seit dem 21. Jahrhundert werden die Wege und Anlagen wiederhergestellt.